# مؤیدالدین مظفر
مویدالدین مظفر از اشخاصی بود که ریاست قلعهٔ گردکوه را به دست آرود و به این خاطر که توسط عبدالملک بن عطاش به مذهب اسماعیلی رو آورده بود؛ قلعه را به آن‌ها تسلیم کرد. در جنگی که در سال ۴۹۹ هجری / ۱۱۰۰ میلادی بین برکیاق و حامی رئیس مویدالدین مظفر رخ داد، وی کشته‌شد.